# Laban Siro

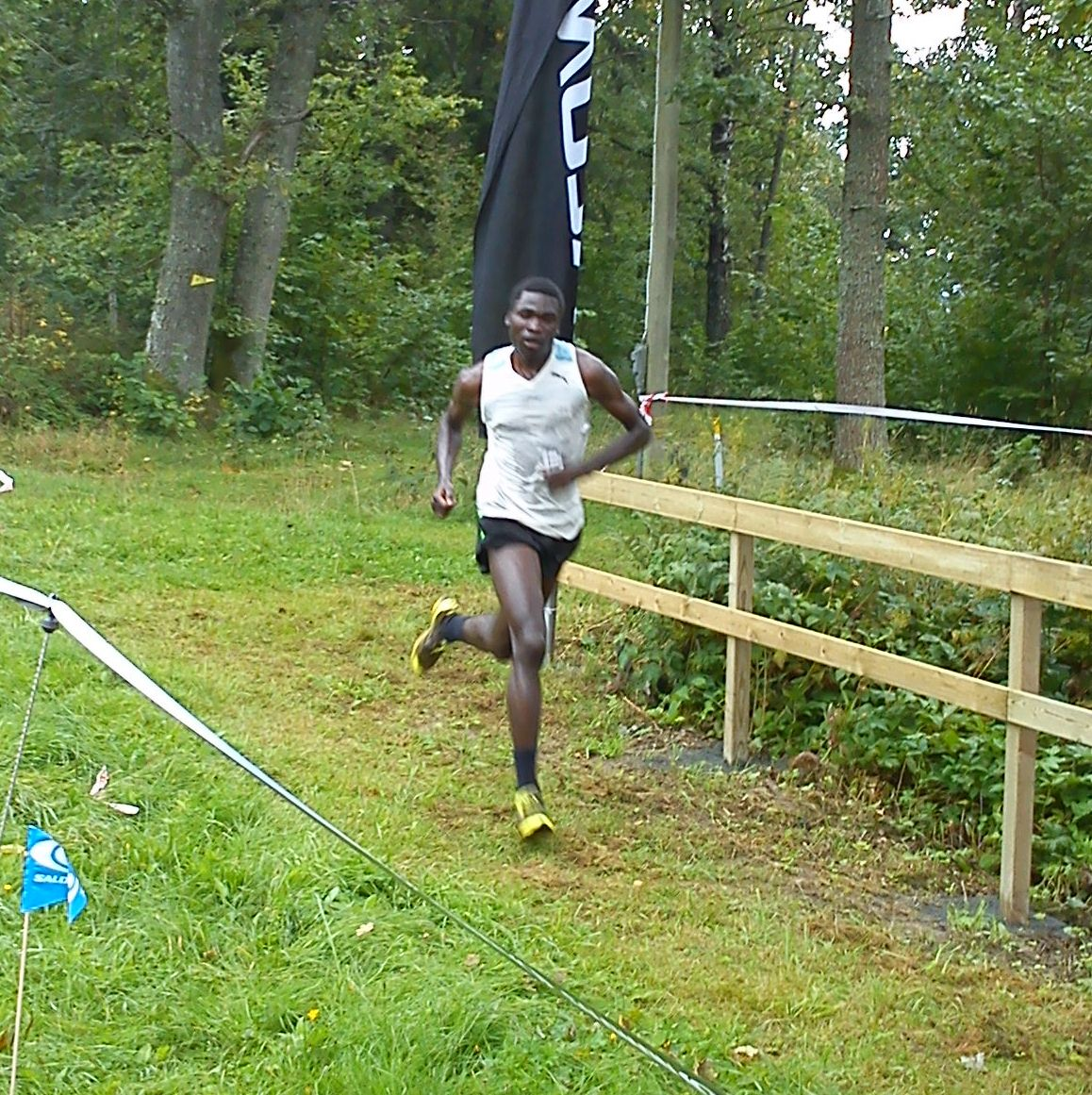
Laban Siro under loppet Salomon Trail Running på IKHP den 11 september 2010 som han vann på tiden 0:41:27.2.

Laban Siro, född 1984 i Kenya, är en kenyansk löpare som framförallt tävlar i terränglöpning. Siro bor och tävlar i Sverige under sommaren och tränar i Kenya under den svenska vintern. Bland Siros meriter kan en förstaplats i Springtime, andraplats i Team Sportia-loppet och tolfte plats i Stockholm Marathon 2008, vinst i halvmaratonet Baltzarloppet 2009 på tiden 1:11.05, vinst i Höstmilen 2009 på tiden 34.50, och en förstaplats i Midnattsloppet i Göteborg 2010 på tiden 32.30, nämnas.